# Episodi di Un ciclone in convento (dodicesima stagione)
La dodicesima stagione di Un ciclone in convento è stata trasmessa sul canale tedesco Das Erste dall'8 gennaio al 23 aprile 2013.
In Italia la stagione è trasmessa da Rai 1 dal 27 luglio 2013 al 7 settembre 2013, ogni sabato alle 11:40.
| nº | Titolo originale        | Titolo italiano           | Prima TV originale | Prima TV Italia  | Telespettatori | Share  |
| -- | ----------------------- | ------------------------- | ------------------ | ---------------- | -------------- | ------ |
| 1  | Liebe - Was ist das?    | L'amore - che cos'è       | 8 gennaio 2013     | 27 luglio 2013   | 1.605.000      | 11,58% |
| 2  | Kleines Genie           | Un piccolo genio          | 15 gennaio 2013    | 3 agosto 2013    | 1.048.000      | 12,53% |
| 3  | Glückspilz              | È solo questione di karma | 22 gennaio 2013    | 3 agosto 2013    | 1.680.000      | 11,94% |
| 4  | Geheimcode              | La scommessa              | 29 gennaio 2013    | 10 agosto 2013   | 871.000        | 11,71% |
| 5  | Rotkäppchen             | Cappuccetto rosso         | 5 febbraio 2013    | 10 agosto 2013   | 1.438.000      | 11,45% |
| 6  | Dummer Zufall           | Una promessa d'amore      | 12 febbraio 2013   | 17 agosto 2013   | 982.000        | 12,41% |
| 7  | Der allerletzte Wille   | Il testamento             | 19 febbraio 2013   | 17 agosto 2013   | 1.650.000      | 12,75% |
| 8  | Liebe inbegriffen       | Una colletta per Trischa! | 5 marzo 2013       | 24 agosto 2013   | 996.000        | 10,87% |
| 9  | Kain und Abel           | Caino e Abele             | 12 marzo 2013      | 24 agosto 2013   | 1.397.000      | 11,47% |
| 10 | Flieg, Engelchen, Flieg | Vola, angioletto, vola!   | 19 marzo 2013      | 31 agosto 2013   | 934.000        | 11,73% |
| 11 | Schmutzige Hände        | Rose rosse per Lisa       | 2 aprile 2013      | 31 agosto 2013   | 1.649.000      | 12,16% |
| 12 | Das Letzte Wort         | Arte benedetta            | 9 aprile 2013      | 7 settembre 2013 | 936.000        | 10,47% |
| 13 | Nackte Tatsachen        | La giornata dei miracoli  | 23 aprile 2013     | 7 settembre 2013 | 1.684.000      | 11,93% |